# Peter Blake (acteur)
Pour les articles homonymes, voir Peter Blake et Blake.
Peter Blake, né John Beattie Dempsey, est un acteur britannique né le 8 décembre 1948 à Selkirk (Écosse, Royaume-Uni) et mort le 21 juillet 2018 à l'âge de 69 ans à Parnac dans l'Indre.

## Filmographie
(septembre 2023).
- 1976 : Intimate Games : John
- 1978 : Out (feuilleton TV) : Pretty Billy Binns
- 1979 : Agony (en) (série télévisée) : Andy Evol
- 1979 : Penmarric (série télévisée) : Michael Vincent
- 1979 : The Dick Francis Thriller: The Racing Game (feuilleton TV) : Terry
- 1980 : Watch This Space (série télévisée) : Bob
- 1982 : Praying Mantis (TV) : Dr. Courant
- 1984 : See How They Run (téléfilm) : The intruder
- 1986 : Dear John (série télévisée) : Kirk
- 1988 : Dogfood Dan and the Carmarthen Cowboy (série télévisée) : Aubrey Owen (the Camarthen Cowboy)
- 1989 : Split Ends (série télévisée) : David
- 1990 : Le Boucher de Notting Hill (Murder on Line One) : Marc Russell
- 1991 : Fiddlers Three (série télévisée) : Harvey
- 1998 : Cash in Hand : Agent John Maniac
- 1998 : Soupçons (The Jump) (TV) : DI Frank Laughton
- 2002 : Rollerball : German Sports Announcer
- 2004 : The Mysti Show (série télévisée) : Saber (2005)
- 2004 : The Courtroom (série télévisée) : Simon Harper
- 2004 : Casualty (série télévisée) : Michael Munroe
- 2004 : Doctors (série télévisée) : Ian McLeish
- 2006 : Heroes and Villains : Julian
- 2010 : EastEnders (série télévisée) : Ken Tate
- 2011 : The Power of Three : Henri
- 2012 : Run for Your Wife : Homme lisant un journal[4]